# 華製新漢語
華製新漢語（かせいしんかんご）とは、「西学東漸」以降に中国人、あるいは中国人と外国人が共著で西洋の書籍を翻訳した際に作られた新しい名詞のことである。今日「和製漢語」と呼ばれるものと相対的である。主要なものは『幾何原本』（マテオ・リッチと徐光啓による『ユークリッド原論』の翻訳）、『万国公法』、『海国図志』、『英華字典』並びにその他の西洋の学術書の訳本に見られる。著名な翻訳家である厳復による訳などに比べれば今日ではその多くが既に用いられなくなっているが、『万国公法』、『海国図志』の名詞はそのほとんどが継承され、さらに翻訳され日本にも至り、後に和製漢語が創作される重要な基礎になった。